# Fonfon-Gletscher
Der Fonfon-Gletscher (bulgarisch ледник Фонфон lednik Fonfon) ist ein 4 km langer und 2,3 km breiter Gletscher im westantarktischen Ellsworthland. Im nordzentralen Teil der Sentinel Range im Ellsworthgebirge fließt er nördlich des Gerila-Gletschers und südlich des Kopfendes des Embree-Gletschers von den Nordosthängen des Nordgipfels der Long Gables sowie den Südosthängen des Mount Anderson in nordöstlicher Richtung zum oberen Abschnitt des Ellen-Gletschers, den er südöstlich des Eyer Peak erreicht.
US-amerikanische Wissenschaftler kartierten ihn 1961 und 1988. Die bulgarische Kommission für Antarktische Geographische Namen benannte ihn 2014 nach einer Lokalität im bulgarischen Witoschagebirge.